# 卡洛斯 (帕爾馬)
帕爾馬及皮亞琴察公爵卡洛斯王子（Prince Carlos, Duke of Parma and Piacenza；1970年1月27日—），是波旁－帕爾馬家族首領，名義上的帕尔马公爵。
他也是部分卡洛斯派所支持的西班牙國王王位覬覦者，稱卡洛斯·哈维尔二世。
自1996年5月15日起，他成為擴大的荷蘭王室的一員，並在荷蘭貴族中享有“Prince de Bourbon de Parme”（波旁-帕爾馬親王）的合法頭銜——由姨媽荷蘭女王贝娅特丽克丝授予他。

## 頭銜
- 1996年9月2日-2010年8月18日：皮亞琴察親王殿下  His Royal Highness The Prince of Piacenza
- 2010年8月18日-至今：帕爾馬和皮亞琴察公爵殿下  His Royal Highness The Duke of Parma and Piacenza
  - 在荷蘭的正式頭銜：波旁-帕爾馬的卡洛斯王子殿下 His Royal Highness Prince Carlos de Bourbon de Parme